# Нейролептические экстрапирамидные расстройства
Нейролептические экстрапирамидные расстройства — комплекс проявляющихся двигательными нарушениями неврологических осложнений, связанных с применением препаратов-нейролептиков (антипсихотиков). Термин «лекарственные экстрапирамидные расстройства» включает в себя также нарушения, вызванные приёмом других средств, изменяющих дофаминергическую активность: например, антидепрессантов, антиаритмических препаратов, холиномиметиков, лития, антипаркинсонических средств, антиконвульсантов.
Нейролептики могут вызывать практически весь спектр экстрапирамидных нарушений: паркинсонизм, дистонию, тремор, хорею, атетоз, акатизию, тики, миоклонии, стереотипии. В соответствии с американской классификацией DSM-IV все экстрапирамидные двигательные расстройства, связанные с приёмом нейролептиков, можно разделить на паркинсонизм, острую дистонию, острую акатизию и поздние дискинезии. К экстрапирамидным расстройствам относят также злокачественный нейролептический синдром.
Как правило, экстрапирамидным расстройствам сопутствуют те или иные сочетающиеся с ними психические нарушения, на что указывали ещё Ж. Деле и П. Деникер в 1961 году.

## Общая характеристика
Нейролептические экстрапирамидные расстройства принято делить на две большие группы: ранние и поздние. Ранние возникают в течение первых дней либо недель после начала приёма нейролептика или же на фоне увеличения его дозы, обычно регрессируют вскоре после отмены препарата или при переводе пациента на атипичный антипсихотик. Поздние возникают вследствие длительного (в течение нескольких месяцев или нескольких лет) приёма антипсихотика, иногда вскоре после его отмены, имеют стойкий или даже необратимый характер. Развитие ранних экстрапирамидных расстройств является фактором риска возникновения в дальнейшем поздних экстрапирамидных нарушений (поздней дискинезии).
Экстрапирамидные расстройства снижают качество жизни пациентов, их трудовую и социальную активность, приводят к когнитивным нарушениям. Они осложняют течение основного заболевания, увеличивая выраженность негативных, когнитивных и аффективных расстройств, и приводят к дополнительной социальной стигматизации пациентов. В некоторых случаях психопатологические проявления (высокая тревожность, негативная симптоматика и когнитивные расстройства), обычно трактующиеся как симптомы шизофрении, могут быть обусловлены экстрапирамидной симптоматикой при приёме нейролептиков (например, акатизией). Неврологическим проявлениям экстрапирамидных расстройств могут сопутствовать и такие проявления, как депрессия, ажитация с раздражительностью, назойливость, персеверации мышления, явления «истеризации» психики и др.
Патогенез экстрапирамидных расстройств не до конца ясен, но фармакологические свойства антипсихотиков позволяют предположить, что в основе этих нарушений лежат блокада дофаминовых рецепторов, компенсаторное усиление синтеза и высвобождения дофамина (а также — усиление высвобождения дофамина вследствие блокады пресинаптических D2-рецепторов), усиление высвобождения глутамата вследствие блокады дофаминовых рецепторов, регулирующих активность глутаматергических кортикостриарных терминалей, эксайтотоксическое действие глутамата на ГАМК-ергические нейроны и избыточная активность глутаматергических субталамических нейронов. В результате избыточной деятельности глутамата развивается дисбаланс в нейротрансмиттерной системе, активируются процессы окислительного стресса, который является одним из основных факторов, способствующих повреждению нейронов базальных ганглиев. Антипсихотики, благодаря своей липофильности, способны встраиваться в клеточные мембраны и нарушать энергетический метаболизм нейронов.
Развитие паркинсонизма связывают также с опосредованным влиянием на мускариновые холинергические рецепторы. Холинолитическое и дофаминблокирующее действие нейролептиков обычно реципрокно: в нигростриальной области D2-рецепторы сдерживают высвобождение ацетилхолина, при блокаде более чем 70 % D2-рецепторов происходит чрезмерная активация холинергической системы.
Для возникновения экстрапирамидных расстройств необходим уровень связывания D2-рецепторов от 75 % и выше. Риск экстрапирамидных расстройств существует, в большей или меньшей степени, при применении всех антипсихотических средств, хотя некоторые из экстрапирамидных нарушений (например, поздняя дискинезия) чаще возникают при терапии типичными нейролептиками. С другой стороны, акатизия и злокачественный нейролептический синдром, по-видимому, одинаково часто возникают при терапии как типичными антипсихотиками, так и атипичными: рисперидоном (рисполептом), оланзапином (зипрексой), кветиапином (сероквелем), арипипразолом (абилифаем) и др.
Относительно меньшее побочное экстрапирамидное действие, как правило, отмечается у антипсихотиков, обладающих значительной антихолинергической активностью; установлено, что способность типичных нейролептиков вызывать экстрапирамидные расстройства возрастает с определённой закономерностью от алифатических к пиперазиновым производным фенотиазина и к бутирофенонам, то есть от нейролептиков с выраженной антихолинергической активностью к нейролептикам, сильно блокирующим дофаминовые рецепторы и слабо — ацетилхолиновые.
При лечении экстрапирамидной симптоматики часто используются корректоры, но применение их целесообразно лишь при острых расстройствах, а преимущества долгосрочного лечения с использованием таких препаратов сомнительны, поскольку они вызывают другие побочные эффекты со стороны нервной системы. Например, холинолитики в стандартных клинических дозах могут ухудшать когнитивные функции пациентов, а также приводить к уменьшению антипсихотического эффекта нейролептиков; кроме того, их приём может приводить к злоупотреблению ими по причине анксиолитических (противотревожных) свойств и способности вызывать эйфорию. По данным некоторых исследователей, холинолитики провоцируют развитие поздней дискинезии. Назначение холинолитиков одновременно с назначением нейролептиков для профилактики экстрапирамидных нарушений абсолютно недопустимо; их следует назначать лишь по показаниям — для лечения уже возникших нейролептических экстрапирамидных расстройств.
Экстрапирамидные расстройства отмечались у новорождённых, чьи матери принимали антипсихотики во время третьего триместра беременности.

## Нейролептический паркинсонизм
Паркинсонизм встречается в 15—60 % случаев при приёме антипсихотиков, обусловлен снижением дофамина в нигростриарном пути и связанным с этим повышением глутамата и ацетилхолина.

### Факторы риска
Данный синдром появляется, как правило, в первые дни или недели лечения и наиболее часто встречается в пожилом возрасте, у женщин, у лиц, имеющих родственников с болезнью Паркинсона, в случаях, когда двигательные нарушения наблюдались и ранее, и/или у пациентов, принимающих высокопотентные нейролептики. Кроме того, велик риск паркинсонизма у пациентов, страдающих когнитивными нарушениями. К факторам риска относят также наличие сахарного диабета, наличие фонового органического поражения головного мозга, черепно-мозговой травмы в анамнезе, курение, наличие ВИЧ-инфекции. Особенно часто лекарственный паркинсонизм развивается в ходе терапии типичными антипсихотиками, в первую очередь теми из них, которые имеют слабую аффинность к серотониновым и холинорецепторам (галоперидол, фторфеназин, трифтазин и др.). При применении атипичных нейролептиков вероятность развития паркинсонизма снижена, но такие атипичные нейролептики, как рисперидон, оланзапин, зипрасидон, арипипразол, всё же могут его вызывать. Наименьший риск развития паркинсонизма характерен для атипичных нейролептиков кветиапина и клозапина, благодаря чему они могут использоваться для лечения психоза у пациентов, уже страдающих паркинсонизмом.

### Клинические проявления
Симптоматика включает в себя брадикинезию (замедленный темп движений, трудность начальных движений, трудность поворотов, выпадение содружественных движений, нарушение тонких движений кистей, микрография), мышечную ригидность (скованность, напряжённость мышц), симптом зубчатого колеса (прерывистость, ступенчатость движений), тремор конечностей, маскообразное лицо, слюнотечение. Если эти симптомы достигают выраженной степени, может развиваться акинезия, неотличимая от кататонии. В тяжёлых случаях также могут возникнуть мутизм и дисфагия.
Особенности нейролептического паркинсонизма, отличающие его от паркинсонизма другого происхождения: подострое развитие, симметричность проявлений, сочетание с лекарственными дискинезиями (дистонией или акатизией), эндокринными нарушениями (повышением пролактина), непрогрессирующее течение, незначительная (в большинстве случаев) выраженность постуральной неустойчивости и отсутствие грубых постуральных нарушений. Типичный тремор покоя («скатывание пилюль»), характерный для болезни Паркинсона, при нейролептическом паркинсонизме отмечается редко, но часто встречается грубый генерализованный тремор, выявляющийся как в покое, так и при движении, вовлекающий конечности, нижнюю челюсть, губы, язык. Иногда встречается тремор, вовлекающий лишь периоральную область (околоротовую часть лица) и напоминающий жующие движения у кролика («синдром кролика»).
Синдром паркинсонизма, как правило, отражается и на психической сфере: характерны явления т. н. психического паркинсонизма, или «зомби-синдрома», включающего в себя эмоциональный (эмоциональная индифферентность, ангедония, отсутствие удовольствия от деятельности), когнитивный (заторможенность мышления, трудности концентрации внимания, чувство «пустоты в голове») и социальный (потеря инициативы, снижение энергии, потеря социальных связей) паркинсонизм. В ряде случаев вторичную негативную симптоматику (абулия, ангедония, уплощение аффекта, эмоциональная отгороженность, бедность речи), представляющую собой побочный эффект психофармакотерапии, трудно отграничить от первичной негативной симптоматики, свойственной расстройствам шизофренического спектра; к тому же психоэмоциональные проявления лекарственного паркинсонизма не всегда сопровождаются заметными неврологическими нарушениями.

### Лечение
Необходима отмена вызвавшего развитие паркинсонизма препарата, снижение дозы либо замена его более мягким антипсихотиком, реже вызывающим экстрапирамидные расстройства. Параллельно назначается противопаркинсоническое средство из группы холинолитиков на срок как минимум 2—3 месяца: тригексифенидил (паркопан, циклодол), либо бипериден (акинетон), либо бензтропин (когентин). Другие авторы считают желательным назначение амантадина, который не менее эффективен и реже вызывает тяжёлые побочные эффекты. В течение нескольких месяцев у значительной части пациентов развивается толерантность к экстрапирамидному действию антипсихотика, поэтому можно попытаться постепенно отменить противопаркинсонический препарат; если на фоне отмены препарата симптомы паркинсонизма вновь возникают, следует продолжить его приём в течение длительного времени. В некоторых источниках упоминается также о желательности назначения витамина B6.
При отмене антипсихотика или снижении его дозы проявления паркинсонизма обычно регрессируют в течение нескольких недель, однако у части пациентов отмечается более медленное уменьшение двигательных нарушений или их стационарное течение. Некоторые российские авторы при затяжном течении экстрапирамидной симптоматики у пациентов с резидуальной церебральной органической недостаточностью («затяжной экстрапирамидный синдром» по И. Я. Гуровичу) рекомендуют назначить высокие дозы антипаркинсонических корректоров в сочетании с ноотропами, параллельно уменьшив дозу принимаемых нейролептиков либо назначив препараты с минимальной экстрапирамидной активностью; рекомендуется также проведение экстракорпоральных методов детоксикации — плазмафереза и гемосорбции.

## Острая дистония
Острая дистония (ранняя дискинезия) — наиболее раннее экстрапирамидное осложнение нейролептической терапии, возникающее обычно в самом начале лечения, в первые несколько дней, проявляющееся непроизвольными движениями в виде спастических сокращений отдельных групп мышц по всему телу. Характеризуется медленными (тоническими, то есть связанными с длительным напряжением мышц) или повторяющимися быстрыми клонико-тоническими движениями, вызывающими вращение, сгибание или разгибание туловища и конечностей с формированием патологических поз.

### Факторы риска
Факторами риска развития острой дистонии являются молодой возраст (до 30 лет), мужской пол, наличие острой дистонии в анамнезе, органическое поражение головного мозга, гипокальциемия, алкоголизм, гипотиреоз и гипопаратиреоз, употребление кокаина. Острая дистония может развиваться в течение первых 5 дней после начала приёма нейролептика или увеличения его дозы. Большинство случаев развивается в первые 48 часов («синдром 48 часов»). Иногда дистония возникает в связи с отменой холинолитического корректора или переключением с перорального введения нейролептика на парентеральное. Препараты-депо, вводимые внутримышечно, значительно чаще вызывают данное осложнение, чем пероральные средства; фактором риска также являются высокие дозы. Типичные нейролептики с высоким сродством к дофаминовым рецепторам вызывают острую дистонию особенно часто (у молодых, физически здоровых лиц, особенно у молодых мужчин, данный побочный эффект может возникать даже после однократного приёма этих препаратов), намного реже вызывают её типичные нейролептики с низким сродством к дофаминовым рецепторам, и совсем редко — атипичные нейролептики.

### Клинические проявления

Пациент с лекарственной дистонией.

Клиническая картина острой дистонии характеризуется внезапным началом с развитием дистонических спазмов мышц головы и шеи. Неожиданно возникают тризм либо форсированное открывание рта, высовывание языка, насильственные гримасы, кривошея с поворотом или запрокидыванием головы назад, стридор (свистящее шумное дыхание). Возможны фарингоспазм (судорожное сокращение мышц глотки), ларингоспазм, острая обструкция дыхательных путей. У ряда пациентов отмечаются окулогирные кризы, которые проявляются насильственным содружественным отведением глазных яблок, длящимся от нескольких минут до нескольких часов. У некоторых пациентов отмечаются блефароспазм или расширение глазных щелей (феномен «вытаращенных глаз»). При вовлечении туловищной мускулатуры могут развиваться опистотонус, поясничный гиперлордоз, сколиоз. В некоторых случаях наблюдается синдром пизанской башни — сгибание тела в одну сторону с осевым вращением туловища. Конечности вовлекаются редко.
Моторные нарушения могут быть локальными и возникать в типичных областях, затрагивая изолированную группу мышц, или генерализованными, сопровождающимися общим моторным возбуждением с аффектами страха, тревоги, сужением сознания и вегетативными нарушениями (обильное потоотделение, гиперсаливация, слезотечение, вазомоторные реакции и др.).
Дистонические спазмы выглядят отталкивающе и переносятся крайне тяжело. Часто они бывают болезненными. Некоторые из них (как, например, ларингоспазм — дистония мышц гортани) опасны для жизни. Мышечные спазмы иногда бывают настолько выражены, что могут вызывать вывихи суставов, возможны такие осложнения, как сломанные зубы, тяжёлые повреждения языка.

### Лечение
Западные авторы рекомендуют при острой дистонии применять антихолинергические средства, такие как бензтропин, проциклидин (сходные по действию препараты на российском рынке — циклодол и акинетон), внутривенное или внутримышечное введение которых приводит к резкому улучшению. Особенно эффективным является парентеральное введение акинетона. В дополнение к указанным средствам можно назначить перорально проциклидин, бензтропин, бензогексол (аналог циклодола) или орфенадрин. Если дистония не купируется после двух инъекций, можно также попытаться применить бензодиазепин (к примеру, лоразепам). При рецидиве дистонии на фоне продолжающейся антипсихотической терапии необходимо вводить фиксированную дозу антихолинергического препарата в течение 2 недель.
Российскими авторами рекомендуется применение при острой дистонии следующих вариантов действий:
- Отмена типичного нейролептика или снижение его дозы[6].
- Перевод больного на атипичный нейролептик[6].
- Назначение амантадина сульфата (ПК-Мерц) внутривенно капельно в течение 5 дней, с последующим переходом на приём таблеток в течение 1 месяца; при возврате дистонической симптоматики — продолжение приёма[6].
- Назначение холинолитика: тригексифенидила (циклодола) или биперидена (акинетона)[6][42].
- Назначение витамина B6[6] или аскорбиновой кислоты[42].
- Назначение транквилизатора[6][42] (диазепам[6], феназепам, нозепам, элениум и т. п.[42]).
- Назначение аминазина внутримышечно и 20 % раствор кофеина подкожно[5]; вместо этого возможно также применение крепкого чая или кофе[42].
- При генерализованных дистониях — одновременное назначение аминазина или тизерцина внутримышечно и антипаркинсонических корректоров (акинетон) внутримышечно[5].

В некоторых российских и западных источниках рекомендуется в тяжёлых случаях вводить внутривенно антигистаминные средства (димедрол), кофеин-натрия бензоат, бензодиазепины (диазепам, лоразепам) или барбитураты.
Дистония, связанная с резкой отменой нейролептика, требует повторного его назначения до тех пор, пока не уменьшится или исчезнет полностью гиперкинез, после чего доза препарата постепенно снижается.

## Акатизия
Акатизия — один из наиболее частых и мучительных побочных эффектов антипсихотической терапии, состояние, характеризующееся непреодолимой потребностью к движению и изменению позы для уменьшения чувства внутреннего беспокойства и дискомфорта.
Выделяют острую и позднюю акатизию. Острая акатизия возникает у 3—50 % пациентов на протяжении первой недели после начала приёма антипсихотика или увеличения его дозы, зависит от дозы препарата и постепенно регрессирует при отмене или снижении дозы нейролептика. Поздняя акатизия развивается у 25—30 % пациентов, принимающих антипсихотики, после минимум трёх месяцев лечения препаратом в стабильной дозе (в среднем через год после начала терапии); иногда проявляется на фоне снижения дозы нейролептика или даже его отмены и уменьшается сразу после возобновления нейролептической терапии или увеличения дозы препарата. Поздняя акатизия сохраняется длительное время — месяцы или годы, а иногда и пожизненно — даже после отмены вызвавшего её нейролептика, а если и уменьшается со временем после отмены, то, как правило, медленно.

### Факторы риска
Развивается акатизия преимущественно у пациентов, принимающих типичные нейролептики с высоким сродством к дофаминовым рецепторам; факторами риска также являются высокие дозы, быстрое повышение дозировки, приём нейролептиков пролонгированного действия. Атипичные антипсихотики тоже могут вызывать акатизию (наибольший риск характерен для рисперидона, зипрасидона и арипипразола, промежуточный — для оланзапина, самый низкий — по-видимому, для кветиапина и илоперидона). Для пациентов с аффективными расстройствами (в первую очередь биполярной депрессией), а также тревожными расстройствами характерен повышенный риск развития этого побочного эффекта. К факторам риска относятся также женский пол, средний возраст (по другим данным — пожилой и старческий или, напротив, детский и подростковый возраст), дефицит железа, магния, беременность, наличие онкологических заболеваний, наличие органических поражений головного мозга, употребление алкоголя.

### Клинические проявления
Акатизия субъективно переживается как интенсивное неприятное ощущение неусидчивости, необходимости двигаться, которое особенно выражено в нижних конечностях. Пациенты становятся суетливыми, перетоптываются с ноги на ногу, вынуждены постоянно ходить, чтобы облегчить беспокойство, не могут сидеть или стоять на месте в течение нескольких минут.
Клиническая картина акатизии включает сенсорный и моторный компоненты. К сенсорному компоненту относятся неприятные внутренние ощущения — пациенты осознаю́т, что эти ощущения побуждают их непрерывно двигаться, однако часто затрудняются дать им конкретные описания. Эти ощущения могут носить общий характер (тревога, внутреннее напряжение, раздражительность, страх, невозможность расслабиться, бессонница, ощущение, что «хочется выпрыгнуть из своей кожи») или соматический (тяжесть или дизестезии в ногах, «покалывание в ногах», «выкручивание» или «выворачивание» суставов или мышц, неясное «жжение» или «зуд» в ногах). Ощущения, характерные для сенсорного компонента акатизии, нередко очень трудно формализовать и адекватно описать, передать словами, и по этой причине жалобы пациентов часто бывают расплывчатыми, неконкретными и непонятными врачу. Двигательный компонент акатизии представлен движениями стереотипного характера: пациенты могут, например, ёрзать на стуле, постоянно менять позу, раскачивать туловище, закидывать ногу на ногу, покачивать и постукивать ногой, стучать пальцами рук, перебирать их, почёсывать голову, поглаживать лицо, расстёгивать и застёгивать пуговицы. В положении стоя пациенты часто переминаются с ноги на ногу или маршируют на месте. Лёжа в постели, могут часто двигать ногами, ёрзать, поворачиваться и переворачиваться в постели, сгибать и разгибать ноги.
При слабо выраженной акатизии стереотипность, однообразность движений может быть внешне малозаметной или отсутствовать, движения могут казаться осмысленными. Для не очень выраженной акатизии характерны прежде всего стереотипные бессмысленные движения ног; при сильной выраженности акатизии тенденция к преимущественному вовлечению нижних конечностей становится менее заметной, и сильно выраженная акатизия может затрагивать практически всё тело. В результате пациент с выраженной акатизией может непрерывно крутиться и извиваться, корчиться, покачиваться или раскачиваться вперёд и назад либо же из стороны в сторону всем туловищем и даже всем телом, принимая порой странные позы, иногда даже прибегая к ужимкам, прыжкам, бегу или внезапно вскакивая с кровати или кресла, «выкручиваться» из вязок в попытках добиться облегчения состояния (это может быть ошибочно воспринято как «дурашливое гебефреническое или кататоническое возбуждение»).
Субъективный компонент акатизии может наблюдаться и отдельно от объективных моторных проявлений (в их отсутствие), особенно при слабо выраженной акатизии. Во многих случаях, особенно при нерезко выраженной акатизии, пациент способен полностью или частично подавлять усилием воли её внешние моторные проявления, скрывать их или активно диссимулировать (например, опасаясь, что это состояние будет неверно воспринято психиатром как «возбуждение» или как «обострение психоза» и в результате пациенту увеличат дозу антипсихотика).
Акатизия нередко представляет собой основную причину несоблюдения больными режима лекарственной терапии и отказа от терапии. Постоянный дискомфорт может усиливать у пациента чувство безнадёжности и является одной из причин появления суицидальных мыслей. Даже лёгкая акатизия крайне неприятна для больного, часто служит причиной отказа от лечения, а в запущенных случаях может оказаться причиной депрессии. Существуют данные, свидетельствующие о том, что акатизия может приводить к усугублению изначально существовавшей у пациента психопатологической симптоматики, приводить к самоубийствам и к актам насилия. Акатизия способна усиливать проявления психоза, особенно возбуждение, тревогу, дезорганизацию мышления и поведения, галлюцинаторные и бредовые феномены, аффективную симптоматику (депрессивную или маниакальную).
Наличие и степень выраженности акатизии могут быть объективно измерены с помощью шкалы акатизии Бернса.

### Дифференциальный диагноз
Тревога и внутреннее напряжение, характерные для акатизии, могут быть ошибочно приняты за проявление психоза или депрессивного состояния. Акатизия часто не распознаётся или неверно диагностируется, что приводит к повышению дозы принимаемого нейролептика, усиливающему симптомы акатизии, или к ошибочному применению анксиолитических (противотревожных) средств, маскирующих эту симптоматику. Присущее акатизии двигательное беспокойство также может быть ошибочно диагностировано как дискинезия или некоторые другие неврологические нарушения, например синдром беспокойных ног и парестетическая мералгия.

### Лечение
При появлении акатизии (острой или поздней) препарат, вызвавший её, следует отменить, либо снизить дозу, либо заменить препарат другим нейролептиком, реже вызывающим экстрапирамидные расстройства.
В лечении острой акатизии существуют две основных стратегии: традиционным подходом является снижение дозы принимаемого антипсихотика или перевод пациента на низкопотентный или атипичный антипсихотик; другая стратегия — применение тех или иных лекарственных средств, эффективных при акатизии. Наиболее широко из них используются бета-блокаторы, антихолинергические средства, клонидин, бензодиазепины.
Хотя антихолинергические средства доказали свою эффективность при нейролептическом паркинсонизме и дистонии, их клиническая полезность при акатизии остаётся недоказанной; предпочтение им может отдаваться в тех случаях, когда у пациентов одновременно наблюдаются симптомы акатизии и паркинсонизма. Липофильные бета-адреноблокаторы, такие как пропранолол, являются одними из наиболее эффективных средств в лечении акатизии. Бензодиазепины тоже обладают некоторой эффективностью, предположительно по причине их неспецифических противотревожных и седативных свойств. Свою эффективность при акатизии доказали также антигистаминные средства, вальпроаты, прегабалин, габапентин, карбамазепин, баклофен, α1-адреноблокаторы, дофаминергические препараты, блокаторы 5-HT2-рецепторов (в частности, ципрогептадин, ритансерин, антидепрессанты миансерин и — в низких дозах — миртазапин).
Упомянутые препараты относятся в основном к препаратам первой линии при лечении акатизии. Данных РКИ по лечению акатизии «за пределами первой линии» очень мало, однако, если указанные выше препараты оказываются в том или ином конкретном случае неэффективными или недостаточно эффективными, могут применяться амантадин, буспирон, амитриптилин, витамин B6, антиоксиданты (витамины E и C), омега-3 жирные кислоты, тизанидин, мемантин, тестостерон, прегненолон, дегидроэпиандростерон, эстрогеновая заместительная терапия у женщин в постклимактерическом периоде; кодеин и другие опиоиды.
Препаратами выбора при поздней акатизии являются симпатолитики (резерпин, тетрабеназин), эффективны также опиоиды. При дефиците железа необходимо его возмещение. В резистентных случаях иногда оказывается эффективной электросудорожная терапия.

## Поздняя дискинезия
Одно из самых тяжёлых осложнений нейролептической терапии, проявляющееся непроизвольными движениями языка, челюсти, туловища, конечностей и пр. (в узком значении данного термина — непроизвольными движениями языка, губ, мышц лица: т. н. хореиформный гиперкинез) и возникающее преимущественно при длительном приёме антипсихотиков. Лечение поздней дискинезии затруднительно, поэтому особенно важное внимание следует уделять профилактике данного расстройства.
Риск развития поздней дискинезии у пациентов молодого возраста составляет, по некоторым данным, 4, 8 и 11 % соответственно после года, двух и трёх лет приёма типичных антипсихотиков, у пациентов пожилого возраста он достигает 26, 52 и 60 %.

### Факторы риска
Поздняя дискинезия наиболее часто развивается вследствие использования традиционных, «типичных» нейролептиков (особенно сильнодействующих, обладающих высоким сродством к D2-рецепторам в стриатуме, таких как галоперидол, трифтазин). При лечении атипичными нейролептиками дискинезия развивается значительно реже, хотя рисперидон и его активный метаболит палиперидон (инвега) в больших дозах могут обладать относительно высоким риском поздней дискинезии, в сравнении с другими атипичными антипсихотиками.
Кроме того, к факторам риска развития поздней дискинезии относятся:
- наличие острых экстрапирамидных расстройств[31][62]
- женский пол[62]
- пожилой возраст[31][62]
- предшествующие началу терапии заболевания ЦНС[14][62] (менингоэнцефалит в анамнезе, арахноидит, черепно-мозговая травма, церебральный атеросклероз и т. п.[14])
- болезнь Паркинсона в семейном анамнезе[31]
- аффективные нарушения[62] (особенно депрессия)[28]
- задержка умственного развития[39]
- постменопауза[28]
- сахарный диабет[28]
- высокая доза антипсихотика[6][31]
- большая длительность нейролептической терапии[6][31]
- «лекарственные каникулы» (прерывистая терапия антипсихотиком)[6]
- длительное применение холинолитиков вместе с антипсихотиками[6]
- злоупотребление алкоголем[6]
- курение[63]
- проведение электросудорожной терапии[64]

### Течение заболевания
Обычно дискинезия развивается после многомесячного приёма антипсихотика, но может возникать и после 1—3 месяцев терапии. Иногда она проявляется после отмены нейролептика, способного до некоторого момента «маскировать» её проявления; отмена антипсихотика может также приводить к увеличению тяжести проявлений поздней дискинезии или появлению новых дискинетических симптомов. Выделяют обратимую и необратимую, или персистирующую, позднюю дискинезию: у пациентов с обратимой дискинезией после отмены препарата отмечается выздоровление: отмена вначале приводит к усилению дискинезии, которая впоследствии постепенно уменьшается вплоть до полного исчезновения. Выздоровление более вероятно в первые 2 года после отмены препарата, однако возможно оно и в более отдалённые сроки — спустя 5 лет или больше.

### Клинические проявления
Чаще всего поздняя дискинезия проявляется в виде непроизвольных движений хореоподобного характера, вовлекающих ротовую, лицевую область и язык: возникают такие движения, как «толкание», высовывание языка; облизывание, чмоканье губ; сосательные и жевательные движения; открывание рта; надувание щёк; гримасничанье. Иногда наблюдается также блефароспазм, движение бровей, отведение глазных яблок. При вовлечении дыхательных мышц возникают эпизоды тахипноэ, неритмичное прерывистое дыхание или необычные вокализации (респираторная дискинезия); в тяжёлых случаях вовлекаются мышцы гортани и глотки с нарушением речи и глотания.
Хореоподобный характер дискинезии становится очевидным, когда она генерализуется и вовлекает мышцы конечностей и туловища. Пациент может совершать туловищем раскачивающиеся или закручивающиеся движения, иногда сопровождающиеся характерными движениями таза (копуляторная дискинезия). Движения в конечностях могут быть двусторонними либо односторонними, пациенты совершают ритмичное сгибание и разгибание кистей, ритмично постукивают носком или пяткой о пол, разгибают и сгибают большие пальцы стопы. Причудливость ходьбе могут придавать повторяющиеся хореоподобные подёргивания нижних конечностей, неритмичные сгибания и разгибания в коленных суставах, форсированные и кажущиеся нелепыми движения рук, неожиданные переходы на широкий шаг.
Поздняя дискинезия может проявляться в форме дистонии (поздняя дистония), миоклонии (поздняя миоклония), моторных и вокальных тиков (поздний тик), акатизии (поздняя акатизия). Нередко различные варианты дискинезий сочетаются друг с другом, а также со стереотипиями (относительно сложными, напоминающими целенаправленные действия, двигательными актами — например, потирание рук или головы, застёгивание и расстёгивание пуговиц на одежде) или тремором (тремором покоя или постуральным — поздним тремором).
В большинстве случаев симптоматика поздней дискинезии не прогрессирует и проявляется достаточно умеренно, однако у некоторых пациентов она может быть настолько выражена, что ведёт к инвалидизации больного. При тяжёлой форме наблюдается выраженная дезадаптация, сопровождаемая затруднениями приёма пищи, артикуляции, передвижения и дыхания.
Помимо неврологических изменений, стойкие изменения при поздней дискинезии возникают и в психической сфере: их совокупность описана как проявления психофармакотоксической энцефалопатии. Эти изменения характеризуются пассивностью больных, повышенной психофизической истощаемостью, аффективной неустойчивостью, замедлением интеллектуальных процессов, расстройствами памяти и внимания, аспонтанностью, снижением побуждений, назойливостью, а также явлениями «истеризации» психики с тенденцией к демонстративному усилению имеющихся дискинезий.
Непроизвольные телодвижения, характеризующие позднюю дискинезию, способны привести к существенным психосоциальным последствиям у пациентов, страдающих этим заболеванием. Пациенты могут подвергаться стигматизации, испытывать чувство стыда, вины, тревоги и гнева; одним из последствий поздней дискинезии может явиться депрессия, а также риск суицида.

### Профилактика
Профилактика поздней дискинезии должна включать в себя избегание неоправданного и длительного применения нейролептиков без регулярного обследования пациента и раннее распознавание дискинезии. Использование нейролептиков должно быть ограничено лишь теми ситуациями, когда они действительно показаны.
Прежде чем проводить долгосрочное лечение антипсихотиками, следует рассмотреть альтернативные варианты лечения. В частности, пациенты с аффективными нарушениями, тревожными или личностными расстройствами не должны принимать типичные нейролептики в течение длительного времени, если не имеется абсолютных доказательств, что клиническая польза перевешивает потенциальный риск развития поздней дискинезии. Необходимо избегать длительного применения типичных нейролептиков при лечении пациентов с задержкой умственного развития, органическими синдромами, а также у пожилых лиц в связи с высоким риском возникновения поздних гиперкинезов у данных групп пациентов. Осторожность следует соблюдать при применении нейролептиков у пациентов, у которых наблюдается склонность к развитию острых экстрапирамидных гиперкинезов (острой дистонии, акатизии).
При необходимости использовать нейролептики следует применять наименьшие из эффективных при лечении данного пациента дозы, особенно в пожилом возрасте. Следует, если возможно, назначать атипичные нейролептики, а не классические.

### Лечение
При возникновении поздней дискинезии необходимо предпринять один из следующих вариантов:
- Отменить нейролептик.
- Уменьшить дозу.
- Заменить его каким-либо другим нейролептиком, с которым связан меньший риск поздней дискинезии[59][67] (атипичные нейролептики: оланзапин, кветиапин, клозапин и т. п.[27]).

Любой из этих вариантов может вызвать медленный спонтанный регресс дискинезии на протяжении нескольких недель, месяцев или лет, однако у значительной части больных дискинезия остаётся без изменений.
В настоящее время не существует единых чётко сформулированных формализованных алгоритмов лечения поздней дискинезии. Эффективность многих препаратов, применяемых для терапии этого расстройства, не доказана или доказана недостаточно. Тем не менее существуют данные в пользу леводопы, оксипертина, вальпроата натрия, тиаприда, витамина E, мелатонина, высоких доз витаминов, различных антиоксидантов, тетрабеназина. Для лечения поздней дискинезии в США одобрен валбеназин; дейтированная форма тетрабеназина — деутетрабеназин — является вторым препаратом, одобренным для лечения поздней дискинезии. У пациентов с поздней дистонией желательно применение холинолитиков и ботулинического токсина.
Российские авторы советуют использовать те или иные препараты (агонисты ГАМК, резерпин, сульпирид или оланзапин, карбамазепин, антагонисты кальция, средства, усиливающие холинергическую передачу, холинолитики, бета-блокаторы и пр.) в зависимости от типа гиперкинеза, преобладающего в клинической картине поздней дискинезии. Также рекомендуется использовать ноотропы, методы общеукрепляющей и физиотерапии, акинетон, литий, лецитин, физостигмин, амантадина сульфат, клоназепам, антиокислительные препараты (витамин E и другие антиоксиданты).

## Злокачественный нейролептический синдром
Сравнительно редкое, но опасное для жизни расстройство. Может развиться в любые сроки после начала лечения или увеличения дозы антипсихотика (от нескольких часов до дней, месяцев и лет), однако наиболее характерно появление синдрома в течение первых 24—72 часов, в 2/3 случаев — в первую неделю лечения.

### Факторы риска
Практически все нейролептики, включая атипичные, могут быть причиной злокачественного нейролептического синдрома (ЗНС), но наиболее часто в качестве причин ЗНС упоминаются галоперидол, флуфеназин (модитен) и хлорпромазин (аминазин).
К факторам риска развития синдрома относят высокие дозы нейролептиков, быстрое повышение дозировки, использование препаратов-пролонгов, внутримышечное введение, совместное использование предрасполагающих лекарственных средств (например, лития, антихолинергических препаратов, некоторых антидепрессантов), отмену антипаркинсонических препаратов, электросудорожную терапию в анамнезе, недостаточный контроль над другими экстрапирамидными синдромами, высокую температуру и влажность окружающей среды, обезвоживание организма, физическое истощение, алкоголизм, дефицит железа, органические заболевания головного мозга с мозговой недостаточностью (черепно-мозговая травма и посттравматическая энцефалопатия, деменция и др.), органические поражения в прошлом, аллергические реакции в анамнезе, наличие кататонии в анамнезе, психомоторное возбуждение, послеродовой период, интеркуррентную инфекцию, нарушения водно-электролитного баланса, дисфункцию щитовидной железы.
Кроме того, к факторам риска некоторые исследователи относят состояние спутанности и делирий, диагноз «аффективный психоз», мужской пол, пожилой возраст. Другие исследователи отмечают, что данное осложнение чаще всего поражает людей молодого и среднего возраста — от 20 до 40 (или до 50) лет. Некоторые авторы говорят об асимметричном двухполюсном распределении случаев ЗНС по возрасту пациентов: первый пик приходится на период 20—40 лет, второй — на лиц старше 70 лет.

### Клинические проявления
Клиническая картина характеризуется нарушениями со стороны неврологической, психической и соматической сферы. Основные клинические проявления ЗНС: мышечная ригидность, лихорадка (гипертермия), вегетативные сдвиги, психические нарушения. Иногда к проявлениям ЗНС относят также буллёзный дерматит, другими авторами рассматриваемый как самостоятельное тяжёлое осложнение терапии антипсихотиками не в рамках злокачественного нейролептического синдрома.
Мышечная ригидность и другая неврологическая симптоматика
Прогрессирующая мышечная ригидность — один из наиболее существенных признаков злокачественного нейролептического синдрома. Это первый и ранний симптом заболевания, у большинства пациентов предшествующий повышению температуры, хотя иногда выраженность обоих симптомов нарастает одновременно. Степень выраженности мышечной ригидности разная — от гипертонуса (повышенный тонус) мышц до симптома «свинцовой трубы», когда наблюдается крайняя резистентность (невосприимчивость) к пассивным движениям.
Кроме того, при ЗНС могут наблюдаться следующие экстрапирамидные расстройства: бради- и акинезия, симптом «зубчатого колеса» (прерывистость движений), миоклонус, тремор, хорея, опистотонус, дизартрия, афония, дисфагия, акатизия, дистония (тризм, блефароспазм, окулогирный криз), эпилептиформные припадки, гиперрефлексия, клонус стоп, нистагм и опсоклонус, дискоординация. Неврологические последствия иногда остаются на месяцы и годы после выздоровления от злокачественного нейролептического синдрома.
Гипертермия
Второй из основных признаков ЗНС, является прямым следствием мышечной ригидности. Температура чаще всего фебрильная: 38,5—42 °С. Характерен неправильный тип лихорадки, часто с инверсией температурной кривой, когда утренняя температура выше вечерней:19.
Вегетативные сдвиги
Соматические нарушения при злокачественном нейролептическом синдроме, обусловленные дисфункцией вегетативной нервной системы, многообразны: тахикардия и другие сердечные дизритмии (нарушения ритма), лабильность (неустойчивость) артериального давления, тахипноэ, бледность кожи, потливость, слюнотечение, недержание мочи. Наблюдаются симптомы обезвоживания: сухость слизистых оболочек, впалые глаза, пониженный тургор (упругость) кожи, обложенный язык.
Психические нарушения
Одно из ранних и очень частых проявлений злокачественного нейролептического синдрома; возникают сразу вслед за развитием мышечной ригидности и/или повышением температуры. Психические сдвиги при ЗНС разнообразны: от тревоги, спутанности, возбуждения или делирия до онейроидного и аментивного помрачения сознания, тяжёлой кататонии, акинетического мутизма, ступора и комы. Часто наблюдаются колебания уровня нарушения сознания. Помрачение сознания с мутизмом, развивающееся при ЗНС, нередко напоминает летальную кататонию.

### Осложнения и причины смерти
Наиболее опасны следующие осложнения злокачественного нейролептического синдрома:
- рабдомиолиз[82]
- острая почечная недостаточность[82]
- острая дыхательная недостаточность: лёгочная эмболия, аспирационная пневмония[прим 21], отёк лёгких, респираторный дистресс-синдром взрослых (шоковое лёгкое)[82]
- сердечная патология: аритмии, острый инфаркт миокарда, внезапная остановка сердца[82]
- эпилептиформные припадки[82]
- ДВС-синдром[82]
- инфекционные осложнения: колибациллярный фасциит[прим 22], сепсис, мочевые инфекции[82]
- печёночная недостаточность[82]
- ухудшение психического состояния после отмены нейролептиков[82]
- церебральная нейрональная дегенерация[82]
- полиорганная недостаточность[85]:24
- генерализованная аллергическая реакция, проявляющаяся возникновением тяжёлого буллёзного дерматита[86], а также инфекционно-септических осложнений, тяжёлых поражений внутренних органов[85]:28—29

### Дифференциальная диагностика
Наибольшие затруднения при дифференциальной диагностике ЗНС вызывают серотониновый синдром, злокачественная гипертермия, фебрильная (летальная) кататония:159 и антихолинергический синдром:159. ЗНС также следует дифференцировать с инфекционными заболеваниями (менингит, энцефалит, бешенство, столбняк, сепсис), тепловым ударом, аутоиммунными нарушениями, отравлениями другими препаратами и веществами, абстинентными состояниями, тяжёлой дистонией, эпилептическим статусом, опухолями ЦНС, сосудистыми поражениями ЦНС (в том числе инфарктом мозга), болезнью Паркинсона, гипотиреозом, тетанией, последствиями от сдавления, последствиями длительной иммобилизации.
Сложность нередко представляет проведение дифференциального диагноза между психическими проявлениями основного заболевания, по поводу которого проводилась нейролептическая терапия, и нарушениями, обусловленными развитием ЗНС.

### Лечение
Лечение следует проводить в специализированном стационаре (палате интенсивной терапии, реанимационном отделении), и оно должно быть полным, вплоть до нормализации всех показателей и полного исчезновения симптоматики. Первый и наиболее важный шаг — отмена нейролептиков, явившихся причиной развития синдрома.
Поддерживающая (симптоматическая) терапия
Может включать в себя устранение обезвоживания, восстановление электролитного баланса, детоксикационную терапию:36—37, снижение температуры, предупреждение аспирации, профилактику глубоких тромбозов и лёгочной эмболии, устранение гипотензии и гипертензии, мониторинг работы сердца, поддержание функции сердечно-сосудистой системы, лечение или профилактику отёка мозга:35—36, купирование экстрапирамидных проявлений ЗНС, борьбу с гипоксией при дыхательной недостаточности, профилактику кожных трофических нарушений:34—38, борьбу с психомоторным возбуждением, седацию и восстановление сна (транквилизаторы или анестетики), предупреждение или лечение почечной недостаточности, при необходимости — парентеральное питание или питание через зонд:39, в случае тотальной ригидности мышц с угрожающей жизни гипертермией — наркоз и общую миорелаксацию. Необходимо также учитывать другие имеющиеся у пациента заболевания и при необходимости проводить их терапию (при ЗНС возможно, например, развитие кетоацидоза у пациентов, страдающих диабетом):39.
Лекарственное (специфическое) лечение
Наиболее эффективны бромокриптин, амантадин и дантролен. Дантролен и бромокриптин могут использоваться в комбинации без нежелательных специфических эффектов, это сочетание рекомендуется для лечения особенно тяжёлых, длительных или резистентных к терапии случаев ЗНС. Также могут применяться бензодиазепины (при резистентности к вышеуказанному специфическому лечению и в особенности при выраженной мышечной ригидности и тяжёлой кататонии; впрочем, применение бензодиазепинов при ЗНС под вопросом, некоторые авторы даже относят их к препаратам, потенциально опасным в смысле развития ЗНС:45), леводопа+карбидопа для борьбы с гипертермией, препараты железа у пациентов с дефицитом железа.
Электросудорожная терапия
Применяется в тяжёлых, резистентных к медикаментозному лечению случаях. Особенно показана при высокой температуре, нарушении сознания и обильном потоотделении, а также при выраженной кататонической симптоматике. Улучшение обычно наступает после нескольких сеансов (от 6 до 10).

## Сноски
Примечания
1. ↑  Реципрокный — находящийся во взаимно обратных (противоположных) отношениях.
2. ↑  Содружественные движения — движения, непроизвольно присоединяющиеся к произвольным движениям, дополняющие их (например, движения ног и туловища при ходьбе дополняются движениями рук).
3. ↑  Нарушение письма, заключающееся в уменьшении букв.
4. ↑  Постуральная неустойчивость — неспособность удерживать равновесие, трудности ходьбы, падения.
5. ↑  Остаточные явления от поражения нервной системы в детском возрасте.
6. ↑  Характеризующимися периодической сменой клонической (быстрые мышечные сокращения, следующие друг за другом через короткий промежуток времени) и тонической фаз.
7. ↑  Препараты продлённого действия (в психиатрии к ним относятся модитен-депо, галоперидол-депо и пр.).
8. ↑  Лордоз — изгиб позвоночника, выпуклостью направленный кпереди, приставка «гипер-» означает больший изгиб по сравнению с нормой.
9. ↑  Дизестезия — извращение чувствительности, нарушение адекватности ощущения вызвавшему его раздражителю.
10. ↑  Парестетическая мералгия — боли и парестезии в области наружной поверхности бёдер, возникающие вследствие поражения латерального кожного бедренного нерва и наблюдающиеся при инфекциях, интоксикациях, при беременности.
11. ↑  Слово «вокализация» означает продуцирование звуков с помощью голосового аппарата.
12. ↑  Воспалительное заболевание кожи с образованием на ней заполненных жидкостью пузырей, подсыхающих в корки с последующим шелушением.
13. ↑  Повышение мышечного тонуса, скованность, напряжённость мышц.
14. ↑  Пассивные движения — движения в суставах больного, которые врач совершает без активного участия самого пациента.
15. ↑  Брадикинезия — замедленный темп движений, трудность начальных движений, трудность поворотов.
16. ↑  Миоклонус — кратковременные насильственные беспорядочные мышечные сокращения.
17. ↑  Припадки, напоминающие эпилептические, но развивающиеся при другой болезни или патологическом процессе.
18. ↑  Опсоклонус — автоматические насильственные движения глазных яблок (содружественные быстрые, нерегулярные, неравномерные по амплитуде, обычно в горизонтальной плоскости, наиболее выраженные в начале фиксации взгляда).
19. ↑  Акинетический мутизм — форма речевых и двигательных нарушений, при которых пациент не говорит, не отвечает на вопросы и не вступает в контакт с окружающими при сохранении сознания («бодрствующая кома»).
20. ↑  Летальная кататония (смертельная кататония, фебрильная кататония, гипертоксическая шизофрения) — вариант кататонии, клинически аналогичный злокачественному нейролептическому синдрому и протекающий с оглушённостью, выраженной ригидностью, гипертермией и вегетативными нарушениями, ведущими к смерти.
21. ↑  Инфекция лёгких, развивающаяся вследствие попадания пищи, жидкости или содержимого желудка в лёгкие.
22. ↑  Воспаление оболочек, покрывающих мышцы, сухожилия, органы и сосудисто-нервные пучки (фасций).
23. ↑  Иммобилизация — создание неподвижности (покоя) какой-либо части тела при некоторых повреждениях (ушибах, ранах, вывихах и др.) и заболеваниях.
24. ↑  Попадания при вдохе в дыхательные пути пищевых остатков, крови и других инородных тел; наблюдается при бессознательном состоянии больного или при нарушении акта глотания.

Источники
1. 1 2  Mena M. A., de Yébenes J. G. Drug-induced parkinsonism (англ.) // Expert Opin Drug Saf[англ.] : journal. — 2006. — November (vol. 5, no. 6). — P. 759—771. — doi:10.1517/14740338.5.6.759. — PMID 17044803. Архивировано 4 марта 2016 года.
2. ↑  Nguyen N., Pradel V., Micallef J., Montastruc J. L., Blin O. Drug-induced parkinson syndromes (фр.) // Therapie. — 2004. — Vol. 59, no 1. — P. 105—112. — PMID 15199676.
3. ↑  Blanchet P. J. Antipsychotic drug-induced movement disorders (англ.) // Can J Neurol Sci[англ.] : journal. — 2003. — March (vol. 30 Suppl 1). — P. S101—7. — PMID 12691483.
4. 1 2 3  Федорова Н. В., Ветохина Т. Н. Диагностика и лечение нейролептических экстрапирамидных синдромов // Псих. расстройства в общей медицине. — 2009. — № 3. Архивировано 24 января 2022 года.
5. 1 2 3 4 5 6 7 8 9 10 11 12  Малин Д. И., Козырев В. В., Равилов Р. С. Экстрапирамидные побочные эффекты нейролептиков: классификация и современные способы коррекции // Психиатрия и психофармакотерапия. — 2001. — Т. 3, № 6. Архивировано из оригинала 8 декабря 2012 года.
6. 1 2 3 4 5 6 7 8 9 10 11 12 13 14 15 16 17 18 19 20 21 22 23 24 25 26 27 28 29 30 31 32 33 34 35 36 37 38 39 40 41  Федорова Н. В., Ветохина Т. Н. Диагностика и лечение нейролептических экстрапирамидных синдромов: Учебно-методическое пособие. — М., 2006. Архивировано 14 октября 2011 года.
7. ↑  Рациональная фармакотерапия в психиатрической практике: руководство для практикующих врачей / Под общ. ред. Ю. А. Александровского, Н. Г. Незнанова. — Москва: Литтерра, 2014. — 1080 с. — (Рациональная фармакотерапия). — ISBN 978-5-4235-0134-1.
8. ↑  Sachdev P. Early extrapyramidal side-effects as risk factors for later tardive dyskinesia: a prospective study (недоступная ссылка — история) (англ.) // Aust N Z J Psychiatry[англ.] : journal. — 2004. — June (vol. 38, no. 6). — P. 445—449. — doi:10.1111/j.1440-1614.2004.01382.x. — PMID 15209837.
9. ↑  Kim J. H., Byun H. J. Non-motor cognitive-perceptual dysfunction associated with drug-induced parkinsonism (англ.) // Hum Psychopharmacol : journal. — 2009. — March (vol. 24, no. 2). — P. 129—133. — doi:10.1002/hup.1009. — PMID 19204914.
10. ↑  Kim J. H., Kim S. Y., Byun H. J. Subjective cognitive dysfunction associated with drug-induced parkinsonism in schizophrenia (англ.) // Parkinsonism Relat. Disord. : journal. — 2008. — Vol. 14, no. 3. — P. 239—242. — doi:10.1016/j.parkreldis.2007.07.009. — PMID 17851106. Архивировано 25 октября 2018 года.
11. 1 2 3 4 5 6 7 8  Ветохина Т. Н., Федорова Н. В., Воронина Е. Ф. Особенности клинических проявлений и течения нейролептического паркинсонизма и подходы к его коррекции // Психиатрия и психофармакотерапия. — 2006. — Т. 8, № 1. Архивировано 6 ноября 2011 года.
12. ↑  Мосолов С. Н. Современная антипсихотическая фармакотерапия шизофрении. Архивировано из оригинала 3 марта 2012 года.
13. ↑  Gebhardt S., Härtling F., Hanke M., Theisen F. M., von Georgi R., Grant P., Mittendorf M., Martin M., Fleischhaker C., Schulz E., Remschmidt H. Relations between movement disorders and psychopathology under predominantly atypical antipsychotic treatment in adolescent patients with schizophrenia (англ.) // Eur Child Adolesc Psychiatry[англ.] : journal. — 2008. — February (vol. 17, no. 1). — P. 44—53. — doi:10.1007/s00787-007-0633-0. — PMID 17876506.
14. 1 2 3 4 5  Фармакотерапия психических заболеваний: монография / Г.Я. Авруцкий, И.Я. Гурович, В.В. Громова. — М. : Медицина, 1974. — 472 с.
15. ↑  Плотникова Е. В. Особенности психических и неврологических осложнений антипсихотической терапии шизофрении // Психиатрия и психофармакотерапия. — 2011. — Т. 15, № 2 (55). — С. 102—108.
16. 1 2 3 4  Яничак Ф. Дж., Дэвис Дж. М., Прескорн Ш. Х., Айд Ф. Дж. мл. Принципы и практика психофармакотерапии. — 3-е. — М., 1999. — 728 с. — ISBN 966-521-031-9.
17. ↑  Цыганков Б.Д., Агасарян Э.Г. Современные и классические антипсихотические препараты: сравнительный анализ эффективности и безопасности // Психиатрия и психофармакотерапия : журнал. — 2006. — Т. 8, № 6. Архивировано из оригинала 8 декабря 2012 года.
18. ↑  Gray R., Gournay K. What can we do about acute extrapyramidal symptoms? (недоступная ссылка — история) (англ.) // J Psychiatr Ment Health Nurs[англ.] : journal. — 2000. — June (vol. 7, no. 3). — P. 205—211. — PMID 11249313.
19. 1 2  Снедков Е.В. Мифы об антипсихотиках // Проблемы и перспективы развития стационарной психиатрической помощи (в 2-х т.) / Под ред. О.В. Лиманкина. — Санкт-Петербург, 2009. — Т. 1. — С. 440—448. Архивировано 6 марта 2016 года. Архивированная копия. Дата обращения: 11 августа 2015. Архивировано 6 марта 2016 года.
20. ↑  Кискер К.П., Фрайбергер Г., Розе Г.К., Вульф Э. Психиатрия, психосоматика, психотерапия / Пер. с нем. И.Я. Сапожниковой, Э.Л. Гушанского. — Москва: Алетейа, 1999. — 504 с. — (Гуманистическая психиатрия). — 5000 экз. — ISBN 5-89321-029-8.
21. ↑  Информационное письмо ЦЭБЛС № 80/ИнРЦ от 24.03.2011 о безопасности антипсихотических лекарственных препаратов. Дата обращения: 20 декабря 2014. Архивировано из оригинала 28 декабря 2014 года.
22. ↑  Hardie R. J., Lees A. J. Neuroleptic-induced Parkinson's syndrome: clinical features and results of treatment with levodopa (англ.) // J. Neurol. Neurosurg. Psychiatr.[англ.] : journal. — 1988. — June (vol. 51, no. 6). — P. 850—854. — PMID 2900293. — PMC 1033159.
23. ↑  Tysnes O. B., Vilming S. T. Atypical parkinsonism (норв.) // Tidsskr. Nor. Laegeforen.[англ.]. — 2008. — September (bd. 128, nr. 18). — S. 2077—2080. — PMID 18846125.
24. ↑  Montastruc JL, Llau ME, Rascol O et al. Drug-induced parkinsonism: a review Архивная копия от 11 февраля 2017 на Wayback Machine Fundamental Clinical Pharmacol 1994; 8: 293—306.
25. 1 2 3 4  Левин О. С., Шиндряева Н. Н., Аникина М. А. Лекарственный паркинсонизм : [арх. 17 ноября 2017] // Журнал неврологии и психиатрии им. С. С. Корсакова. — 2012. — № 8. — С. 69—74.
26. 1 2 3 4 5 6 7 8 9 10 11 12 13 14 15 16 17  Плотникова Е. В. Лекарственно-индуцированные двигательные расстройства при шизофрении // Таврический медико-биологический вестник. — 2009. — Т. 12, № 1 (45). — С. 192—199.
27. 1 2 3 4 5 6 7 8 9 10 11 12 13 14  Шток В. Н., Левин О. С. Лекарственные экстрапирамидные расстройства // В мире лекарств. — 2000. — № 2. Архивировано 19 января 2008 года.
28. 1 2 3 4 5 6 7 8 9 10 11 12 13 14 15  Lehman AF, Lieberman JA, Dixon LB, McGlashan TH, Miller AL, Perkins DO, Kreyenbuhl J. Practice Guideline for the Treatment of Patients With Schizophrenia. — 2nd ed. — American Psychiatric Association, 2004. Перевод фрагмента: Применение нейролептиков при шизофрении // Стандарты мировой медицины. — 2005. — № 2/3. — С. 83—112. Архивировано 25 сентября 2013 года.
29. ↑  Аведисова А. С. Новые возможности улучшения когнитивных функций и социальной адаптации при терапии шизофрении // Фарматека. — 2004. — № 9/10 (87). Архивировано 29 мая 2014 года.
30. ↑  Рыженко И. М. Побочные эффекты, связанные с особенностями применения антипсихотических средств // Провизор. — 2003. — Вып. № 15. Архивировано 23 октября 2014 года.
31. 1 2 3 4 5 6 7 8 9  Ястребов Д.В. Экстрапирамидные расстройства, осложняющие проведение терапии антипсихотическими препаратами (современное понимание вопросов клиники, патогенеза и коррекции) // Психиатрия и психофармакотерапия. — Т. 15, № 1. Архивировано 2 августа 2014 года.
32. ↑  van Harten P. N., Hoek H. W., Kahn R. S. Acute dystonia induced by drug treatment (англ.) // BMJ : journal. — 1999. — September (vol. 319, no. 7210). — P. 623. — doi:10.1136/bmj.319.7210.623. — PMID 10473482. Архивировано 3 февраля 2012 года.
33. 1 2 3  Голубев В.Л., Вейн А.М. Неврологические синдромы. Руководство для врачей. — Москва: Эйдос Медиа, 2002. — 832 с. — 5000 экз. — ISBN 5-94501-008-1.
34. 1 2 3  Шейдер Р. Глава 27. Шизофрения // Психиатрия / под ред. Шейдера Р. (пер. с англ. Пащенкова М. В. при участии Вельтищева Д. Ю.; под ред. Алипова Н. Н.). — Практика, 1998. — ISBN 5-89816-003-5.
35. ↑  Джекобсон Дж. Л., Джекобсон А.М. Секреты психиатрии. Пер. с англ / Под общ. ред. акад. РАМН П.И. Сидорова. — 2-е изд. — Москва: МЕДпресс-информ, 2007. — 576 с. — ISBN 5-98322-216-3.
36. ↑  Iuppa CA, Diefenderfer LA. Risperidone-induced Pisa syndrome in MS: resolution with lurasidone and recurrence with Chlorpromazine // Ann Pharmacother. — 2013 Sep. — Т. 47, № 9. — С. 1223—1228. — doi:10.1177/1060028013503132. — PMID 24259741.
37. 1 2  Богдан А. Н. Возвращение Акинетона (краткий обзор) (недоступная ссылка — история) // Психиатрия и психофармакотерапия. — 2011. — № 2.
38. 1 2 3 4 5 6 7 8 9  Экстрапирамидные расстройства: Руководство по диагностике и лечению / Под ред. В. Н. Штока, И. А. Ивановой-Смоленской, О. С. Левина. — Москва: МЕДпресс-информ, 2002. — 608 с. — ISBN 5-901712-29-3.
39. 1 2 3 4 5 6 7 8 9 10 11 12 13  Арана Дж., Розенбаум Дж. Фармакотерапия психических расстройств. Пер. с англ. — М.: Издательство БИНОМ, 2004. — 416 с. — ISBN 5-9518-0098-6. Архивировано 3 апреля 2019 года.
40. ↑  Жиленков О.В. О корреляции нейролептических депрессий и нейролептического синдрома // Журнал психиатрии и медицинской психологии. — 2006. — № 1 (16). — С. 77—81. Архивировано 4 сентября 2014 года.
41. 1 2  Краммер Дж., Гейне Д. Использование лекарств в психиатрии. — Амстердам — Киев: Ассоциация психиатров Украины, Женевская инициатива в психиатрии, 1996. — 256 с.
42. 1 2 3 4 5  Организационные и методические аспекты проекта «Пациент и его семья: от психиатрического просвещения к социальной интеграции». Пособие для профессионалов, работающих в сфере психического здоровья / Под редакцией проф. В.С. Ястребова. — Москва: МАКС Пресс, 2008. Архивировано 4 июня 2016 года.
43. 1 2 3 4 5 6 7 8  Poyurovsky M. Acute antipsychotic-induced akathisia revisited (англ.) // British Journal of Psychiatry : journal. — Royal College of Psychiatrists[англ.], 2010. — February (vol. 196, no. 2). — P. 89—91. — doi:10.1192/bjp.bp.109.070540. — PMID 20118449. Архивировано 2 сентября 2017 года.
44. 1 2 3 4 5 6 7 8 9 10 11 12 13 14 15 16  Беккер Р.А., Быков Ю.В. Акатизия: клинический анализ патологии с рекомендациями и обзором литературы : [арх. 26 августа 2016] // Consilium Medicum: Публикации партнеров.
45. ↑  O'Loughlin V, Dickie AC, Ebmeier KP. Serum iron and transferrin in acute neuroleptic induced akathisia // J Neurol Neurosurg Psychiatry. — 1991 Apr. — Т. 54, № 4. — С. 363—364. — PMID 1676049.
46. ↑  Kuloglu M, Atmaca M, Ustündag B, Canatan H, Gecici O, Tezcan E. Serum iron levels in schizophrenic patients with or without akathisia // Eur Neuropsychopharmacol. — 2003 Mar. — Т. 13, № 2. — С. 67—71. — PMID 12650948.
47. ↑  Sachdev P. The epidemiology of drug-induced akathisia: Part I. Acute akathisia (англ.) // Schizophr Bull : journal. — 1995. — Vol. 21, no. 3. — P. 431—449. — PMID 7481574.
48. ↑  Healy D, Herxheimer A., Menkes D. B. Antidepressants and violence: problems at the interface of medicine and law (англ.) // PLoS Med.[англ.] : journal. — 2006. — Vol. 3, no. 9. — P. e372. — doi:10.1371/journal.pmed.0030372. — PMID 16968128.
49. ↑  Barnes Akathisia Scale. Дата обращения: 2 февраля 2012. Архивировано 12 марта 2009 года.
50. ↑  Barnes T. R. A rating scale for drug-induced akathisia (англ.) // British Journal of Psychiatry. — Royal College of Psychiatrists[англ.], 1989. — Vol. 154. — P. 672—676. — doi:10.1192/bjp.154.5.672. — PMID 2574607.
51. ↑  Barnes T. R. The Barnes Akathisia Rating Scale—revisited (англ.) // J. Psychopharmacol. (Oxford)[англ.] : journal. — 2003. — Vol. 17, no. 4. — P. 365—370. — doi:10.1177/0269881103174013. — PMID 14870947.
52. 1 2 3  Szabadi E. Akathisia—or not sitting // British medical journal (Clinical research ed.). — 1986. — Т. 292, № 6527. — С. 1034—1035. — PMID 2870759. — PMC 1340104.
53. ↑  Dauner A., Blair D. T. Akathisia. When treatment creates a problem (англ.) // J Psychosoc Nurs Ment Health Serv[англ.] : journal. — 1990. — October (vol. 28, no. 10). — P. 13—8. — PMID 1981080.
54. 1 2  Blaisdell G. D. Akathisia: a comprehensive review and treatment summary (англ.) : journal. — 1994. — July (vol. 27, no. 4). — P. 139—146. — PMID 7972345.
55. 1 2 3  Poyurovsky M., Weizman A. Serotonin-based pharmacotherapy for acute neuroleptic-induced akathisia: a new approach to an old problem (англ.) // British Journal of Psychiatry : journal. — Royal College of Psychiatrists[англ.], 2001. — July (vol. 179). — P. 4—8. — PMID 11435260. Архивировано 2 сентября 2017 года.
56. ↑  Managing antipsychotic-induced acute and chronic akathisia (англ.) : journal. — PMID 10647977.
57. ↑  Sodium valproate and biperiden in neuroleptic-induced akathisia, parkinsonism and hyperkinesia. A double-blind cross-over study with placebo (англ.) : journal. — PMID 6134430.
58. ↑  Lerner V., Bergman J., Statsenko N., Miodownik C. Vitamin B6 treatment in acute neuroleptic-induced akathisia: a randomized, double-blind, placebo-controlled study (англ.) // The Journal of clinical psychiatry[англ.] : journal. — 2004. — Vol. 65, no. 11. — P. 1550—1554. — PMID 15554771.
59. 1 2 3 4 5  Рыженко И. М. (2003) «Побочные эффекты, связанные с особенностями применения антипсихотических средств». Архивная копия от 2 сентября 2017 на Wayback Machine Провизор, 15.
60. ↑  Jeste DV, Caligiuri MP, Paulsen JS et al. Risk of tardive dyskinesia in older patients. A prospective longitudinal study of 266 outpatients // Arch Gen Psychiatry. — 1995 Sep. — Т. 52, № 9. — С. 756—765. — PMID 7654127.
61. 1 2 3 4  Tarsy D, Lungu C, Baldessarini RJ. Epidemiology of tardive dyskinesia before and during the era of modern antipsychotic drugs // Handb Clin Neurol. — 2011. — Т. 100. — С. 601—616. — PMID 21496610.
62. 1 2 3 4 5  Цыганков Б. Д., Агасарян Э. Г. (2006) «Анализ эффективности и безопасности современных и классических антипсихотических препаратов» Архивная копия от 21 сентября 2013 на Wayback Machine. Журнал неврологии и психиатрии им. С. С. Корсакова: 9.
63. 1 2  Jeste D. V., Caligiuri M. P. Tardive dyskinesia (англ.) // Schizophr Bull : journal. — 1993. — Vol. 19, no. 2. — P. 303—315. — PMID 8100643. Архивировано 14 июля 2012 года.
64. ↑  Сольтц Б., Маргарет Дж. и др. Побочные эффекты антипсихотических лекарств: как избежать или свести к минимуму их проявления у пожилых больных? // Международный медицинский журнал. — 2000. — № 5. Архивировано 8 декабря 2011 года.
65. ↑  Экстрапирамидные симптомы и поздняя дискинезия при шизофрении (результаты трехлетнего европейского исследования исходов у амбулаторных больных шизофренией). Реферат // Психиатрия и психофармакотерапия. — 2010. — № 6. Архивировано 6 октября 2012 года.
66. ↑  Jeste DV. Tardive dyskinesia rates with atypical antipsychotics in older adults // J Clin Psychiatry. — 2004. — Т. 65 Suppl 9. — С. 21—4. — PMID 15189108. Архивировано 4 марта 2016 года.
67. 1 2  Kane JM. Tardive Dyskinesia Circa 2006 (англ.) // The American Journal of Psychiatry. — 2006. — Vol. 163, no. 8. — P. 1316—1318. — doi:10.1176/appi.ajp.163.8.1316.
68. ↑  Давыдов А.Т., Петрова Н.Н., Агишев В.Г. Типичные антипсихотические препараты, их преимущества, роль и место в психиатрической практике // Психофармакология и биологическая наркология. — Т. 6, вып. 2006, № 4. — С. 1376—1390. Архивировано 9 декабря 2019 года.
69. ↑  Essali A, Deirawan H, Soares-Weiser K, Adams CE. Calcium channel blockers for neuroleptic-induced tardive dyskinesia (англ.) // Cochrane Database of Systematic Reviews. — 2011 Nov. — Vol. 9, iss. 11. — doi:10.1002/14651858.CD000206.pub3. — PMID 22071797.
70. ↑  Soares-Weiser K, Maayan N, McGrath J. Vitamin E for neuroleptic-induced tardive dyskinesia (англ.) // Cochrane Database of Systematic Reviews. — 2011 Feb. — Vol. 16, no. 2. — doi:10.1002/14651858.CD000209.pub2. — PMID 21328246. Архивировано 14 июля 2014 года.
71. ↑  Tammenmaa I, McGrath J, Sailas EES, Soares-Weiser K. Cholinergic medication for neuroleptic-induced tardive dyskinesia (англ.) // Cochrane Database of Systematic Reviews. — May 17, 2002. — No. 3. — doi:10.1002/14651858.CD000207. — PMID 12137608. Архивировано 14 июля 2014 года.
72. ↑  Soares-Weiser K, Mobsy C, Holliday E. Anticholinergic medication for neuroleptic-induced tardive dyskinesia (англ.) // Cochrane Database of Systematic Reviews. — June 1, 2000. — No. 2. — doi:10.1002/14651858.CD000204. — PMID 10796321. Архивировано 22 июля 2014 года.
73. ↑  Soares-Weiser K, Irving CB, Rathbone J. Miscellaneous treatments for neuroleptic-induced tardive dyskinesia (англ.) // Cochrane Database of Systematic Reviews. — 2003. — Vol. 2. — doi:10.1002/14651858.CD000208. — PMID 12804390. Архивировано 22 июля 2014 года.
74. ↑  Bhoopathi PS, Soares-Weiser K. Benzodiazepines for neuroleptic-induced tardive dyskinesia (англ.) // Cochrane Database of Systematic Reviews. — 2006. — Vol. 3. — doi:10.1002/14651858.CD000205.pub2. — PMID 16855954. Архивировано 14 июля 2014 года.
75. ↑  Alabed S, Latifeh Y, Mohammad HA, Rifai A. Gamma-aminobutyric acid agonists for neuroleptic-induced tardive dyskinesia (англ.) // Cochrane Database of Systematic Reviews. — 2011 Apr. — Vol. 13, no. 4. — doi:10.1002/14651858.CD000203.pub3. — PMID 21491376. Архивировано 22 июля 2014 года.
76. ↑  Soares KVS, McGrath JJ. The treatment of tardive dyskinesia—a systematic review and meta-analysis (англ.) // Schizophrenia Research[англ.]. — Elsevier, 23 August 1999. — Vol. 39, no. 1. — PMID 10480663.
77. ↑  Lerner, V. (2011). Antioxidants as a treatment and prevention of tardive dyskinesia Архивная копия от 2 сентября 2017 на Wayback Machine. In M. Ritsner (Ed.), Handbook of Schizophrenia Spectrum Disorders, Volume III (pp. 109—134). Springer Netherlands.
78. ↑  Leung JG, Breden EL. Tetrabenazine for the treatment of tardive dyskinesia // Ann Pharmacother. — 2011 Apr. — Т. 45, № 4. — С. 525—531. — PMID 21487088.
79. ↑  FDA approves first drug to treat tardive dyskinesia. Дата обращения: 15 апреля 2017. Архивировано 12 апреля 2017 года.
80. ↑  Главные новости нейропсихофармакологии за 2017 г. Архивная копия от 15 ноября 2019 на Wayback Machine // Психиатрия & Нейронауки Архивная копия от 15 ноября 2019 на Wayback Machine
81. ↑  Egan MF, Apud J, Wyatt RJ. Treatment of Tardive Dyskinesia (недоступная ссылка — история) // Schizophrenia Bulletin. — APA Journals, 1997. — Т. 23, № 4. — С. 583—609.
82. 1 2 3 4 5 6 7 8 9 10 11 12 13 14 15 16 17 18 19 20 21 22 23  Волков В.П. Злокачественный нейролептический синдром (обзор современной иностранной литературы) // Психиатрия и психофармакотерапия. — 2010. — № 6. Архивировано 29 января 2013 года.
83. ↑  Belvederi Murri M., Guaglianone A., Bugliani M., Calcagno P., Respino M., Serafini G., Innamorati M., Pompili M., Amore M. Second-generation antipsychotics and neuroleptic malignant syndrome: systematic review and case report analysis. (англ.) // Drugs in R&D. — 2015. — Vol. 15, no. 1. — P. 45—62. — doi:10.1007/s40268-014-0078-0. — PMID 25578944. [исправить]
84. 1 2 3 4  Малин Д.И., Козырев В.Н., Равилов Р.С., Спивак Б. Злокачественный нейролептический синдром (эпидемиология, факторы риска, клиника, диагностика, патогенез, терапия) // Психиатрия и психофармакотерапия. — 2000. — Т. 2, № 5. Архивировано 28 марта 2004 года.
85. 1 2 3 4 5 6 7 8 9 10 11  Волков В.П. Ятрогенные психонейросоматические синдромы. — Тверь: Триада, 2014. — 320 с.
86. ↑  Волков В.П. К проблеме злокачественного нейролептического синдрома // Независимый психиатрический журнал. — 2012. — № 2. Архивировано 21 сентября 2013 года.
87. 1 2 3 4 5 6 7 8 9 10  Волков В.П. Злокачественный нейролептический синдром: диагностика и лечение. Часть II (обзор современной иностранной литературы) (недоступная ссылка — история) // Психиатрия и психофармакотерапия. — 2011. — № 1.
88. 1 2 3  Проект. Клинические рекомендации: Терапия критических состояний в психиатрии. — Москва: Российское общество психиатров, 2015. — 33 с. Архивировано 20 января 2021 года.